# David Jiříček
David Jiříček, född 28 november 2003, är en tjeckisk professionell ishockeyback som är kontrakterad till Columbus Blue Jackets i National Hockey League (NHL) och spelar för Cleveland Monsters i American Hockey League (AHL). Han har tidigare spelat för HC Škoda Plzeň i Extraliga.
Jiříček draftades av Columbus Blue Jackets i första rundan i 2022 års draft som sjätte spelare totalt.

## Statistik
| 2019–2020        | HC Škoda Plzeň        | Extraliga        | 4  | 0 | 0  | 0  | 2  | — | — | — | — | — |
|                  | HC Klatovy            | 2.chl            | —  | — | —  | —  | —  | 1 | 0 | 0 | 0 | 0 |
| 2020–2021        | HC Škoda Plzeň        | Extraliga        | 34 | 3 | 6  | 9  | 34 | 2 | 0 | 1 | 1 | 4 |
| 2021–2022        | HC Škoda Plzeň        | Extraliga        | 29 | 5 | 6  | 11 | 49 | — | — | — | — | — |
| 2022–2023        | Columbus Blue Jackets | NHL              | 1  | 0 | 0  | 0  | 0  | — | — | — | — | — |
|                  | Cleveland Monsters    | AHL              | 5  | 0 | 4  | 4  | 2  | — | — | — | — | — |
| NHL totalt       | NHL totalt            | NHL totalt       | 1  | 0 | 0  | 0  | 0  | — | — | — | — | — |
| Extraliga totalt | Extraliga totalt      | Extraliga totalt | 67 | 8 | 12 | 20 | 85 | 2 | 0 | 1 | 1 | 4 |

### Internationellt
| Källa: Uppdaterad: 2022-10-29 | Källa: Uppdaterad: 2022-10-29 | Källa: Uppdaterad: 2022-10-29 |         | Utv = Utvisningsminuter | Utv = Utvisningsminuter | Utv = Utvisningsminuter | Utv = Utvisningsminuter | Utv = Utvisningsminuter |
| År                            | Lag                           | Mästerskap                    | Matcher | Mål                     | Assists                 | Poäng                   | Utv                     |                         |
| ----------------------------- | ----------------------------- | ----------------------------- | ------- | ----------------------- | ----------------------- | ----------------------- | ----------------------- | ----------------------- |
| 2021                          | Tjeckien                      | U18-VM                        | 4       | 0                       | 0                       | 0                       | 8                       |                         |
| 2021                          | Tjeckien                      | JVM                           | 5       | 1                       | 1                       | 2                       | 2                       |                         |
| 2022                          | Tjeckien                      | VM                            | 5       | 1                       | 1                       | 2                       | 0                       |                         |
| 2022                          | Tjeckien                      | JVM                           | 7       | 0                       | 3                       | 3                       | 2                       |                         |
| Junior totalt                 | Junior totalt                 | Junior totalt                 | 16      | 1                       | 4                       | 5                       | 12                      |                         |
| Senior totalt                 | Senior totalt                 | Senior totalt                 | 5       | 1                       | 1                       | 2                       | 0                       |                         |